# Línea N2 (EMT Madrid)
La línea N2 de la Empresa Municipal de Transportes (EMT) de Madrid es una línea nocturna que conecta la Plaza de Cibeles con Valdebebas.

## Características
La línea, al igual que todas las líneas nocturnas de Madrid de la red de búhos, empieza su camino en la plaza de Cibeles y sus horarios de salida de la misma coinciden con los de otras líneas para permitir el transbordo.
En su camino hacia Hortaleza, la línea presta servicio a parte de la calle Príncipe de Vergara así como el barrio de Prosperidad, que atraviesa por la calle de López de Hoyos. Hasta 2017 tenía un circuito neutralizado dentro de Hortaleza, prestando servicio a los barrios de Pinar del Rey, la U.V.A. Hortaleza y Las Cárcavas.
En la primera red nocturna de la EMT creada en octubre de 1974, la línea N2 hacía el recorrido Callao - Canillejas (posteriormente se amplió a la Ciudad Pegaso y se redujo su cabecera a la Plaza de Cibeles), combinando el recorrido la actual línea N5 con el de la línea N6, siendo la línea N1 la que unía la Puerta del Sol con Hortaleza con un itinerario similar a la línea N2 actual.
En la ampliación de 11 a 20 líneas nocturnas de mayo de 1994, la línea N2 pasó a hacer el recorrido Pza. Cibeles - Hortaleza como en la actualidad pero cubriendo tan sólo el casco histórico, los barrios de San Lorenzo y Santa María y la U.V.A. de Hortaleza. Posteriormente, en octubre de 2002, con la ampliación de 20 a 26 líneas nocturnas, la línea N2 pasó a realizar el circuito neutralizado que hace pasando por el casco histórico, San Lorenzo, Las Cárcavas, Santa María y la U.V.A. de Hortaleza, pero manteniendo la denominación anterior.
El 22 de mayo de 2017 la línea se amplia hasta el desarrollo urbanístico de Valdebebas, dotando al nuevo barrio de un servicio nocturno de transporte.

## Horarios
| Domingos a jueves y festivos           |                      |                      |                      |                      |                      |                      |                      |                      |                      |                      |                      |                      |                      |                      |                      |
| Cibeles > Valdebebas                   | Cibeles > Valdebebas | Cibeles > Valdebebas | Cibeles > Valdebebas | Cibeles > Valdebebas | Cibeles > Valdebebas | Cibeles > Valdebebas | Cibeles > Valdebebas | Valdebebas > Cibeles | Valdebebas > Cibeles | Valdebebas > Cibeles | Valdebebas > Cibeles | Valdebebas > Cibeles | Valdebebas > Cibeles | Valdebebas > Cibeles | Valdebebas > Cibeles |
| 00                                     | 01                   | 02                   | 03                   | 04                   | 05                   | 06                   | 07                   | 23                   | 00                   | 01                   | 02                   | 03                   | 04                   | 05                   | 06                   |
| 00 35                                  | 10 45                | 20 55                | 30                   | 05 40                | 15                   |                      |                      | 40                   | 15 50                | 25                   | 00 35                | 10 45                | 20                   | 00 45                |                      |
| Viernes, sábados y vísperas de festivo |                      |                      |                      |                      |                      |                      |                      |                      |                      |                      |                      |                      |                      |                      |                      |
| Cibeles > Valdebebas                   | Cibeles > Valdebebas | Cibeles > Valdebebas | Cibeles > Valdebebas | Cibeles > Valdebebas | Cibeles > Valdebebas | Cibeles > Valdebebas | Cibeles > Valdebebas | Valdebebas > Cibeles | Valdebebas > Cibeles | Valdebebas > Cibeles | Valdebebas > Cibeles | Valdebebas > Cibeles | Valdebebas > Cibeles | Valdebebas > Cibeles | Valdebebas > Cibeles |
| 00                                     | 01                   | 02                   | 03                   | 04                   | 05                   | 06                   | 07                   | 23                   | 00                   | 01                   | 02                   | 03                   | 04                   | 05                   | 06                   |
| 00 20 40                               | 00 15 30 45          | 00 15 30 45          | 00 15 30 45          | 00 15 30 45          | 00 20 45             | 15                   | 00                   | 30 55                | 20 40                | 00 20 35 50          | 05 20 35 50          | 05 20 35 50          | 05 20 35 50          | 10 30 50             | 15                   |
| Sólo sábados y vísperas de festivo     |                      |                      |                      |                      |                      |                      |                      |                      |                      |                      |                      |                      |                      |                      |                      |

## Recorrido y paradas

### Sentido Valdebebas
Partiendo de la Plaza de Cibeles, la línea sale por la calle de Alcalá, en dirección a la Puerta de Alcalá, recorriendo esta calle hasta la intersección con la calle del Príncipe de Vergara, donde gira a la izquierda para incorporarse a la misma.
Circula por la calle del Príncipe de Vergara hasta la intersección con la calle de López de Hoyos, donde gira a la derecha para incorporarse a la misma entrando en el barrio de Prosperidad.
La línea recorre entera esta calle hasta desembocar en la calle del Padre Claret, por la que sale a la Avenida de Ramón y Cajal, cruzando sobre un puente la M-30 para entrar en la Ciudad Lineal, y girando enseguida a la izquierda por la calle de Torrelaguna para tomar la parte periférica de la calle de López de Hoyos, que de nuevo recorre la línea hasta el final.
Al llegar a la Plaza de Los Santos de la Humosa, la línea sale por la calle del Mar Caspio, que recorre entera así como su continuación, la calle del Mar de Béring, al final de la cual llega a la Glorieta de Charalá. En esta glorieta entra en el casco antiguo de Hortaleza circulando por las vías siguientes: Avenida de Bucaramanga, calle de Manizales y Avenida de Celio Villalba. Al final de esta última gira a la derecha por la Avenida de Barranquilla y acto seguido a la derecha por la calle de Gregorio Sánchez Herráez, por la que se dirige, prestando servicio a la zona de la Vía de los Poblados, hacia el barrio de Las Cárcavas.
Dentro de Las Cárcavas, la línea circula por: Camino Viejo de Burgos, Camino de Montoro, calle de Emma Penella, para luego salir por la avenida de las Fuerzas Armadas.
En el desarrollo urbanístico de Valdebebas, la línea circula por las calles de Juan Antonio Samaranch, Manuel Gutiérrez Mellado, Félix Candela, calle de César Cort Buti y calle de Leandro Silva, teniendo su cabecera en esta última.
| Código | Parada                                  | Común con      | Conexiones con Metro y Cercanías | Otros |
| ------ | --------------------------------------- | -------------- | -------------------------------- | --- |
| 5727   | CIBELES (Paseo del Prado, 1)            | N3             | Banco de España                  | Líneas N1, N2, N3, N4, N5, N6, N7, N8, N9, N10, N11, N12, N13, N14, N15, N16, N17, N18, N19, N20, N21, N22, N23, N24, N25, N26 y Exprés Aeropuerto (N27) |
| 162    | Puerta de Alcalá-Retiro                 | N3 N5 N6 N7 N8 | Retiro                           | |
| 751    | Escuelas Aguirre-Casa Árabe             | N3 N5 N7       | Príncipe de Vergara              | |
| 2227   | Príncipe de Vergara-Goya                |                |                                  | |
| 2229   | Príncipe de Vergara-Ayala               |                |                                  | |
| 4052   | Marqués de Salamanca                    |                | Núñez de Balboa                  | |
| 2233   | Príncipe de Vergara-Diego de León       |                |                                  | |
| 2235   | Príncipe de Vergara-María de Molina     |                | Avenida de América               | N4 NC1 NC2 |
| 2009   | López de Hoyos-Príncipe de Vergara      |                |                                  | |
| 2011   | López de Hoyos-Cartagena                |                |                                  | |
| 2013   | Prosperidad                             |                | Prosperidad                      | |
| 2015   | López de Hoyos-Cardenal Silíceo         |                |                                  | |
| 2017   | López de Hoyos-Pantoja                  |                |                                  | |
| 2020   | Metro Alfonso XIII                      |                | Alfonso XIII                     | |
| 4721   | López de Hoyos-Padre Claret             |                |                                  | |
| 2022   | Padre Claret-Ramón y Cajal              |                |                                  | |
| 408    | Avenida de la Paz                       |                | Avenida de la Paz                | |
| 2024   | López de Hoyos-Clínica San Juan de Dios |                |                                  | |
| 2026   | López de Hoyos-Arturo Soria             | N3             |                                  | |
| 2029   | Junta Municipal de Hortaleza            |                |                                  | |
| 2033   | López de Hoyos-Gran Vía de Hortaleza    |                |                                  | |
| 2035   | López de Hoyos-Ángel Luis Herrán        |                |                                  | |
| 2037   | Santos de la Humosa                     |                |                                  | |
| 1846   | Mar Caspio                              |                |                                  | |
| 2734   | Mar Caspio-Mar Negro                    |                |                                  | |
| 2736   | Glorieta Charala                        |                |                                  | |
| 2742   | Manizales                               |                |                                  | |
| 2744   | San Lorenzo                             |                | San Lorenzo                      | |
| 2890   | Gregorio Sánchez Herráez                |                |                                  | |
| 5208   | Camino Viejo de Burgos                  |                |                                  | |
| 4545   | Isidro González Velázquez               |                |                                  | |
| 5911   | Valdebebas Cercanías                    |                | Valdebebas                       | |
| 5892   | Samaranch-Pérez Pita                    |                |                                  | |
| 5894   | Samaranch-Josefina Aldecoa              |                |                                  | |
| 4268   | Gutiérrez Mellado-Secundino Zuazo       |                |                                  | |
| 5887   | Félix Candela                           |                |                                  | |
| 51023  | César Cort Botí-Leandro Silva           |                |                                  | |
| 51022  | VALDEBEBAS (C/ Leandro Silva)           |                |                                  | |

### Sentido Plaza de Cibeles
La línea inicia su recorrido en la calle de Leandro Silva, que recorre hasta girar a la derecha para tomar la avenida de Manuel Fraga Iribarne, que recorre ligeramente hasta desembocar en la calle de Félix Candela girando a la derecha. Por esta calle llega a la de Manuel Gutiérrez Mellado. Continua por ella hasta la calle de Juan Antonio Samaranch, que toma hasta alcanzar la avenida de las Fuerzas Armadas, girando a la derecha. Más tarde toma la calle de Emma Penella, calle Lavanda, camino de Valdehiguera, avenida Maruja Mallo y calle de Rafaela Aparicio, para luego tomar la calle de Gregorio Sánchez Herráez (saliendo ya de Valdebebas y Las Cárcavas).
Continua hasta llegar a la calle de Santa Virgilia, que toma hasta alcanzar la calle de Santa Susana. Después toma la calle de Santa Adela, Mar de las Antillas y Mar Caspio, llegando hasta la Plaza de Santos de la Humosa.
De esta plaza sale por la calle López de Hoyos, que recorre hasta la intersección con la calle Navarro Amandi, por la cual continúa debido a que la calle de López de Hoyos es de sentido contrario desde ese punto hasta la intersección con la calle de Arturo Soria. Al final de la misma gira a la izquierda por la calle de Arturo Soria la cual recorre durante unos pocos metros hasta que gira de nuevo para seguir por la calle de López de Hoyos hasta la intersección con la calle de Torrelaguna, por la cual continúa para incorporarse a la Avenida de Ramón y Cajal.
La línea circula a continuación por la citada avenida, pasando sobre la M-30, y toma, pasado el puente, la Avenida de Alfonso XIII girando a la izquierda. Tras recorrer unos 400 metros por dicha avenida, gira a la derecha por el tramo central de la calle de López de Hoyos.
A partir de aquí el recorrido es igual a la ida hasta llegar a la Puerta de Alcalá (Plaza de la Independencia), donde se desvía por la calle de Alfonso XII, por la que circula hasta llegar al cruce con la calle de Antonio Maura, por la que baja hasta el Paseo del Prado, y gira a la derecha para circular por la calzada lateral de este paseo hasta llegar a la cabecera en la Plaza de Cibeles.
| Código | Parada                                  | Común con | Conexiones con Metro y Cercanías | Otros |
| ------ | --------------------------------------- | --------- | -------------------------------- | --- |
| 51022  | VALDEBEBAS (C/ Leandro Silva)           |           |                                  | |
| 4397   | Félix Candela                           |           |                                  | |
| 4269   | Gutiérrez Mellado-Samaranch             |           |                                  | |
| 5895   | Samaranch-Josefina Aldecoa              |           |                                  | |
| 5893   | Samaranch-Pérez Pita                    |           |                                  | |
| 5912   | Valdebebas Cercanías                    |           | Valdebebas                       | |
| 5891   | Isidro González Velázquez               |           |                                  | |
| 5209   | Rafaela Aparicio                        |           |                                  | |
| 2891   | Gregorio Sánchez Herráez                |           |                                  | |
| 3395   | Santa Virgilia                          |           |                                  | |
| 1851   | Parque de Santa María                   |           | Parque de Santa María            | |
| 1852   | Hortaleza                               |           |                                  | |
| 1853   | Mar de las Antillas-Abarzuza            |           |                                  | |
| 1849   | Mar de las Antillas-Mar Negro           |           |                                  | |
| 1847   | Mar Caspio                              |           |                                  | |
| 2038   | Santos de la Humosa                     |           |                                  | |
| 2036   | López de Hoyos-Ángel Luis Herrán        |           |                                  | |
| 2034   | López de Hoyos-Gran Vía de Hortaleza    |           |                                  | |
| 2030   | Junta Municipal de Hortaleza            |           |                                  | |
| 218    | Arturo Soria-López de Hoyos             | N3        |                                  | |
| 2025   | López de Hoyos-Clínica San Juan de Dios |           |                                  | |
| 409    | Avenida de la Paz                       |           | Avenida de la Paz                | |
| 462    | Padre Claret-Ramón y Cajal              |           |                                  | |
| 310    | Alfonso XIII-Pradillo                   |           |                                  | |
| 2021   | Metro Alfonso XIII                      |           | Alfonso XIII                     | |
| 2018   | López de Hoyos-Pantoja                  |           |                                  | |
| 2016   | López de Hoyos-Cardenal Silíceo         |           |                                  | |
| 2014   | Prosperidad                             |           | Prosperidad                      | |
| 268    | López de Hoyos-Cartagena                |           |                                  | |
| 2010   | López de Hoyos-Príncipe de Vergara      |           |                                  | |
| 2236   | Príncipe de Vergara-María de Molina     |           | Avenida de América               | N4 NC1 NC2 |
| 2234   | Príncipe de Vergara-Diego de León       |           |                                  | |
| 2232   | Marqués de Salamanca                    |           | Núñez de Balboa                  | |
| 2230   | Príncipe de Vergara-Ayala               |           |                                  | |
| 2228   | Príncipe de Vergara-Goya                |           |                                  | |
| 4055   | Escuelas Aguirre-Casa Árabe             | N3 N5 N7  | Príncipe de Vergara              | |
| 2171   | Puerta de Alcalá                        | N3 N8     | Retiro                           | |
| 5727   | CIBELES (Paseo del Prado, 1)            | N3        | Banco de España                  | Líneas N1, N2, N3, N4, N5, N6, N7, N8, N9, N10, N11, N12, N13, N14, N15, N16, N17, N18, N19, N20, N21, N22, N23, N24, N25, N26 y Exprés Aeropuerto (N27) |

## Galería

Mapa zonal de la estación de Prosperidad con las líneas de autobús que pasan, entre las que se encuentra la N2.
Mapa zonal de la estación de Núñez de Balboa con las líneas de autobús que pasan, entre las que se encuentra la N2.